# الحمام لا يطير في بريدة

## أجزاء الرواية
الرواية تحتوي على ثمانيه أجزاء:-
- الجزء الأول: رقبة، وسيف وهواء ثقيل
- الجزء الثاني: نعل يخرج من الظلام
- الجزء الثالث: غابة أشجارالمطاط
- الجزء الرابع: رقصة الفيل الأخيرة
- الجزء الخامس: حقيبة سوداء قديمة
- الجزء السادس: لا أحد يعالج قفل الباب
- الجزء السابع: ضحكة الجن المميته
- الجزء الثامن: لم أسرق زيتونا، عزيزي السيد "لوركا"

## وصلات خارجية
- موقع يوسف المحيميد